# Sibokovac
Sibokovac je naselje u Republici Hrvatskoj u Požeško-slavonskoj županiji, u sastavu općine Čaglin.

## Zemljopis
Sibokovac je smješten oko 7 km istočno od Čaglina, susjedna sela su Sapna na zapadu, Kneževac na jugozapadu i Vlatkovac na jugoistoku.

## Stanovništvo
Prema popisu stanovništva iz 2001. godine Sibokovac je imao 53 stanovnika, dok je prema popis stanovništva iz 1991. godine imao 62 stanovnika.
| broj stanovnika | 141   | 154   | 117   | 138   | 160   | 201   | 196   | 241   | 185   | 185   | 158   | 127   | 90    | 62    | 53    | 36    | 22    |
|                 | 1857. | 1869. | 1880. | 1890. | 1900. | 1910. | 1921. | 1931. | 1948. | 1953. | 1961. | 1971. | 1981. | 1991. | 2001. | 2011. | 2021. |